# Pieter Custers
Pieter Johan Jozef Maria Custers (Weert, 13 maart 1984) is een Nederlandse handboogschutter. Hij nam eenmaal deel aan de Olympische Spelen, maar won bij die gelegenheid geen medaille.
Custers schiet met een recurveboog. Hij begon met boogschieten toen hij 5 jaar was. Custers is een broer van compound-schutter Emiel. Hij behaalde een bronzen medaille op het Europees Kampioenschap in 2004 en won goud met zijn team. 
Custers deed mee aan de Olympische Zomerspelen 2004 in Athene, waar hij individueel in de eerste ronde werd uitgeschakeld. Behoorde daarnaast tot het Nederlands Handboogteam, met Wietse van Alten en Ron van der Hoff, waarmee hij de 5e plaats behaalde. 
In 2007 werd Custers Nederlands Kampioen outdoor (recurve).